# Chamaita neuropteroides
Chamaita neuropteroides là một loài bướm đêm thuộc phân họ Arctiinae, họ Erebidae.